# Batalla de Paardeberg
La batalla de Paardeberg o Perdeberg (montaña del caballo) fue un enfrentamiento bélico que tuvo lugar durante la segunda guerra bóer. Se desarrolló cerca del río Modder, próximo a la ciudad de Kimberley, en el Estado Libre de Orange, entre el 18 y 27 de febrero de 1900.
El oficial británico Paul Methuen avanzó por las vías férreas en noviembre de 1899, con el objetivo de socorrer las ciudades sitiadas de Kimberley y Mafeking. Las batallas se libraron en este frente en Graspan, Belmont, río Modder antes de que el avance se detuviera durante dos meses luego de la derrota británica en la batalla de Magersfontein. En febrero de 1900, el mariscal de campo Frederick Roberts asumió el mando personal de una reforzada ofensiva británica.
El ejército del general Piet Cronje se retiró de su posición atrincherada en Magersfontein hacia Bloemfontein, después de que sus líneas de comunicación fueran cortadas por el mayor general John French, cuya caballería había flanqueado recientemente la posición bóer para socorrer a Kimberley. La formación de Cronje, de lento movimiento, fue interceptada por French en Paardeberg, donde Cronje se rindió luego de un sitio prolongado, después de haber luchado contra un intento de asalto directo por parte del teniente general Herbert Kitchener.

## Planes británicos
El mariscal de campo Roberts fue designado para comandar las fuerzas británicas en Sudáfrica en diciembre de 1899, sucediendo al general Redvers Buller.
Al igual que Buller, Roberts pretendió realizar un ataque directo a las capitales bóer de Bloemfontein y Pretoria, usando la línea ferroviaria central de la Ciudad del Cabo a estas dos capitales como su línea de comunicación. Roberts descubrió a su llegada a Sudáfrica que la opinión pública, tanto en Reino Unido como en Sudáfrica, exigía el socorro de las fuerzas británicas sitiadas en Ladysmith, Kimberley y Mafeking. Por lo tanto, Roberts se vio obligado a modificar sus planes.
Dejando a Buller al mando del intento de socorrer a Ladysmith, Roberts recogió una gran cantidad de refuerzos que habían llegado recientemente a Sudáfrica a lo largo de la línea ferroviaria entre los ríos Orange y Modder el 11 de febrero de 1900. Tenía la intención de flanquear a los bóeres a la izquierda y pasar a su caballería para socorrer a Kimberley, mientras que su infantería aseguraba vados detrás de ellos. Roberts tenía dos divisiones de infantería de cada una de las dos brigadas de infantería, y una división montada de tres brigadas bajo el mando del general de división John French. Otra división de infantería se formó durante la campaña.

## Domingo sangriento

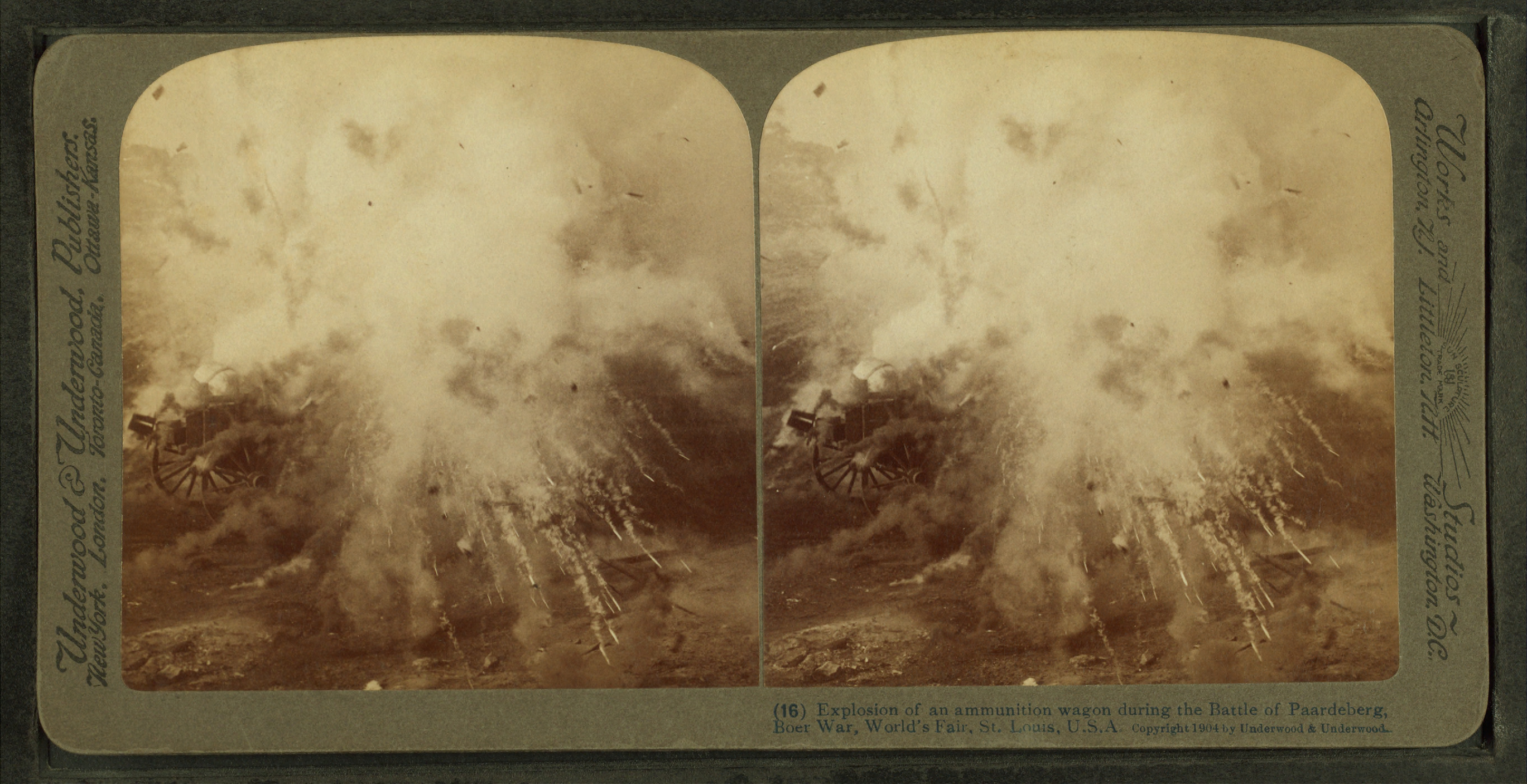
Fotografía estereoscópica de un vagón de municiones explotando durante la batalla de Paardeberg

El general Kelly-Kenny, al mando de la 6.ª División británica, tenía un plan para sitiar a Cronje y exigir a la fuerza su rendición; sin embargo, Roberts estaba enfermo y el teniente general Herbert Kitchener lo reemplazó, obteniendo el mando general de la fuerza británica. Kitchener tenía diferentes planes y rechazó a los de Kelly-Kenny.
Kitchener ordenó a su infantería realizar una serie de ataques frontales descoordinados contra el laager bóer. Los británicos fueron derrotados en masa. En la noche del 18 de febrero, unos 24 oficiales y 279 hombres fueron asesinados, y 59 oficiales y 847 hombres fueron heridos. A causa de los sucesos, se le llamó a la ocasión el domingo sangriento.

## Asedio

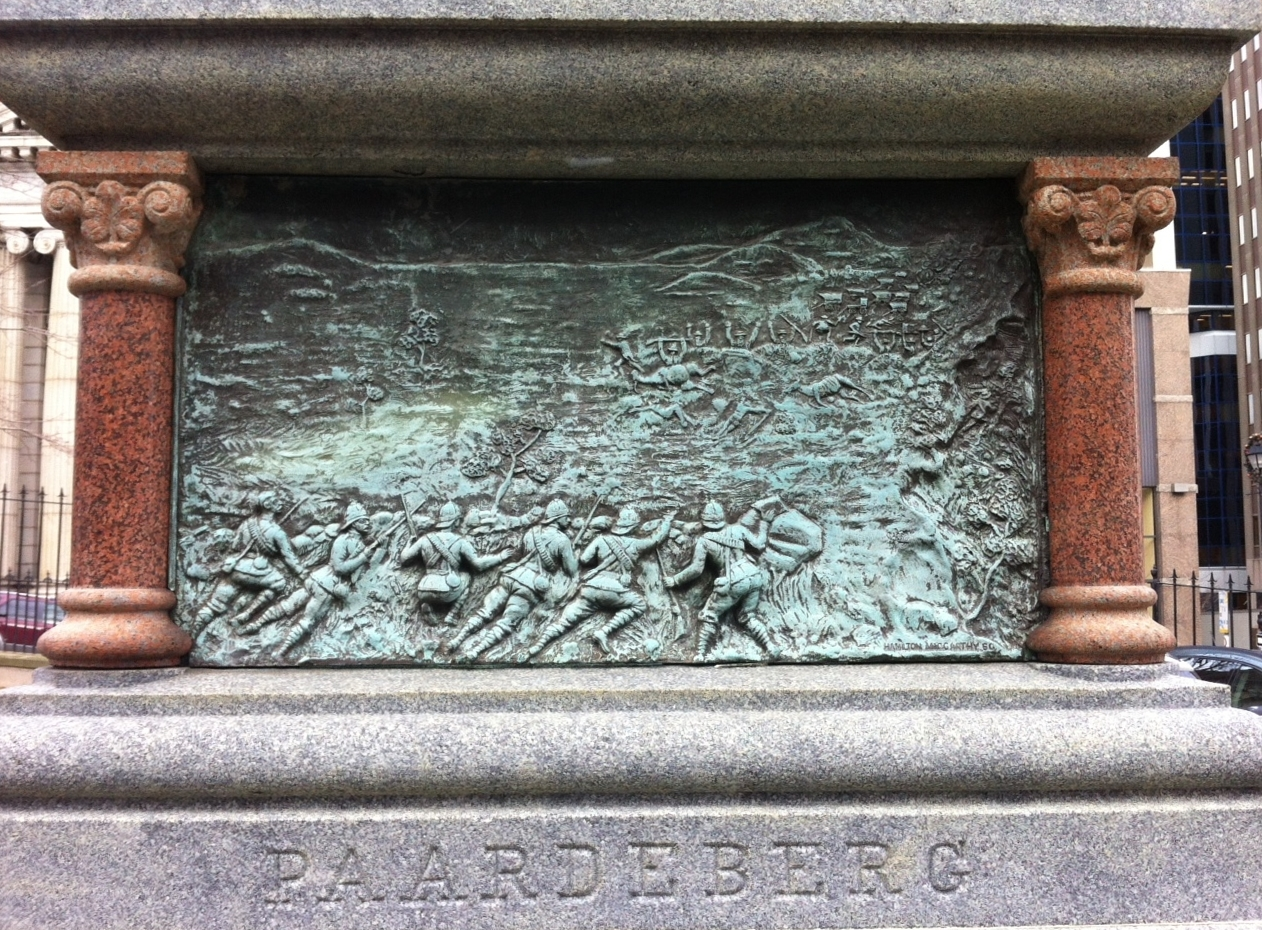
Monumento conmemorativo de la batalla de Paardeberg en Canadá

El 19 de febrero, el general Roberts llegó a la escena. Inicialmente instó a la reanudación de los ataques frontales, pero Cronje pidió un alto al fuego para enterrar a los muertos. Roberts no cedió y Cronje respondió: «Si usted es tan poco generoso como para rechazar una tregua como la que le pido, entonces usted puede hacer lo que quiera. No me rendiré en vida. Bombardee como usted quiera». Las comunicaciones para la tregua tomaron gran parte del día y no hubo tiempo para más asaltos.

## Rendición bóer

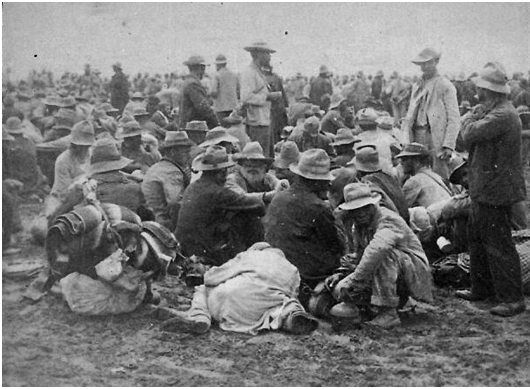
Prisioneros bóer

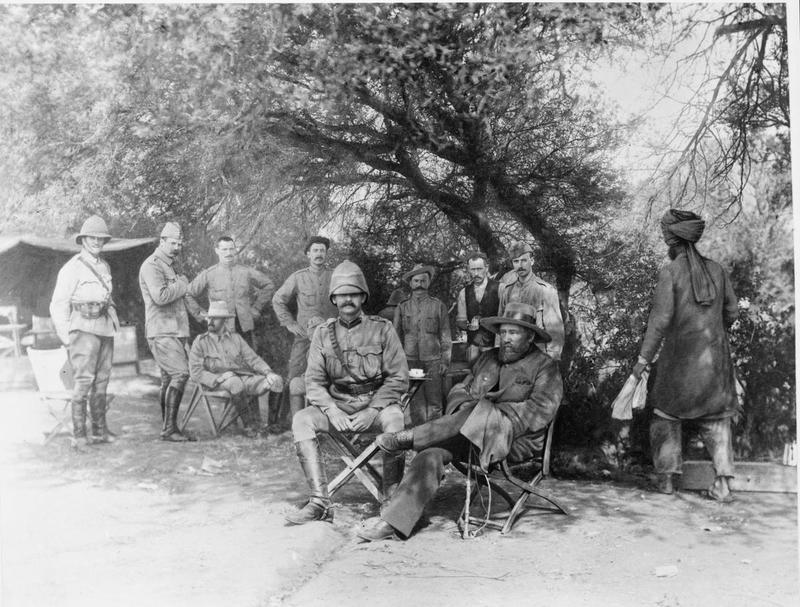
Cronje sentado junto a oficiales británicos después de su rendición

El campamento de Cronje fue sometido a un bombardeo de artillería pesada. Casi todos los caballos, mulas y bueyes murieron. El 26 de febrero, el Real Regimiento Canadiense de Infantería, habiendo perdido a más de 70 soldados, fue nuevamente llamado a tomar la delantera en el batallón. En lugar de otra carga en la mañana siguiente como se esperaba, los canadienses, junto a los ingenieros reales, avanzaron por la noche hacia el campamento bóer, luego empezaron a cavar trincheras en un terreno elevado a 59 metros de las líneas bóer. El 27 de febrero, los bóeres despertaron mirando rifles canadienses y se rindieron. Cronje se rindió con unos 4019 hombres y 50 mujeres; alrededor del 10 % de la totalidad del ejército bóer ahora era prisionero.